# Rosdorfer Baggersee
Der Rosdorfer Baggersee (auch Baggersee Rosdorf, Rosdorfer Kiessee, amtlich teilweise noch Kiesteich Reinshof) ist ein Baggersee südlich von Göttingen. Er ist aus einem Kiestagebau entstanden und dient heute zusammen mit seinen Uferzonen als Naherholungsgebiet. In der Bevölkerung ist er aufgrund der Nähe zum wenige hundert Meter entfernten Ort Rosdorf unter dem Namen „Rosdorfer Baggersee“ bekannt, er befindet sich jedoch auf dem Gebiet der Gemeinde Friedland und gehört dort zum Ortsteil Niedernjesa. Der Begriff „Kiessee“ wird für diesen See in der Regel vermieden, da mit diesem Begriff bereits der Göttinger Kiessee im Süden der Stadt bezeichnet wird, der ebenfalls nahe an der Grenze zu Rosdorf liegt.

## Beschreibung
Der See liegt etwa 3 km südlich von Göttingen und 500 m südöstlich von Rosdorf. Die Wasserfläche des Baggersees ist etwa 15 ha groß, wird jedoch im Zuge des Kiesabbaus immer wieder nach Norden erweitert. Die Wassertiefe beträgt bis zu 23 m.  Oberirdische Wasserzu- und -abflüsse gibt es nicht, obwohl der See wenige Meter östlich der Leine angelegt wurde. Bei normalem Pegelstand trennt ein etwa 20–30 Meter breiter Damm den Fluss vom See. Da der Kies wasserdurchlässig ist, haben See und Fluss immer einen gleich hohen Wasserstand. Der Damm kann bei starkem Hochwasser überflutet werden, daher befindet sich der See im Überflutungsbereich der Leine.

## Eigentumsverhältnisse
Die Reinshof-Ländereien, zu denen das Baggersee-Areal gehört, befanden sich vor 1542 im Eigentum des Augustinerinnen-Klosters in Weende und wurden im Zuge der Reformation durch Elisabeth von Calenberg enteignet und in eine Stiftung überführt. Die Liegenschaften dieser und anderer Stiftungen des späteren Königreichs Hannover gingen 1803 über in das Eigentum des Allgemeinen Hannoverschen Klosterfonds, einer Stiftung Öffentlichen Rechts. Deren Eigentum wird bis heute verwaltet von der Klosterkammer Hannover, einer niedersächsischen Landesbehörde. Zuständig für das Reinshof-Gelände ist die Liegenschaftsabteilung im Klosterrentamt in Northeim.

## Abbaubetrieb
Der See entstand 1969 im Zuge des Kiesabbaus, wofür die Firma August Oppermann Kiesgewinnungs- und Vertriebs-GmbH 1967 eine prinzipiell unbefristete Konzession erhalten hatte. Abgebaut wird im Tagebau Leinekies, der als hochwertig bezeichnet wird und nach Angaben des Betriebes vor allem von Haus- und Gartenbesitzern der Umgebung erworben wird, er wird aber auch als Zierkies bis nach Hamburg und Schleswig-Holstein verkauft. Die Betreiberfirma bezeichnet ihren Standort als „Kieswerk Rosdorf“.

## Fischerei
Das Fischereirecht ist seitens der Klosterkammer an den Sport-Angelklub Göttingen e.V. verpachtet, welcher Fischereierlaubnisscheine für dieses Gewässer ausgibt.

## Naherholung und Umgang mit dem Badeverbot

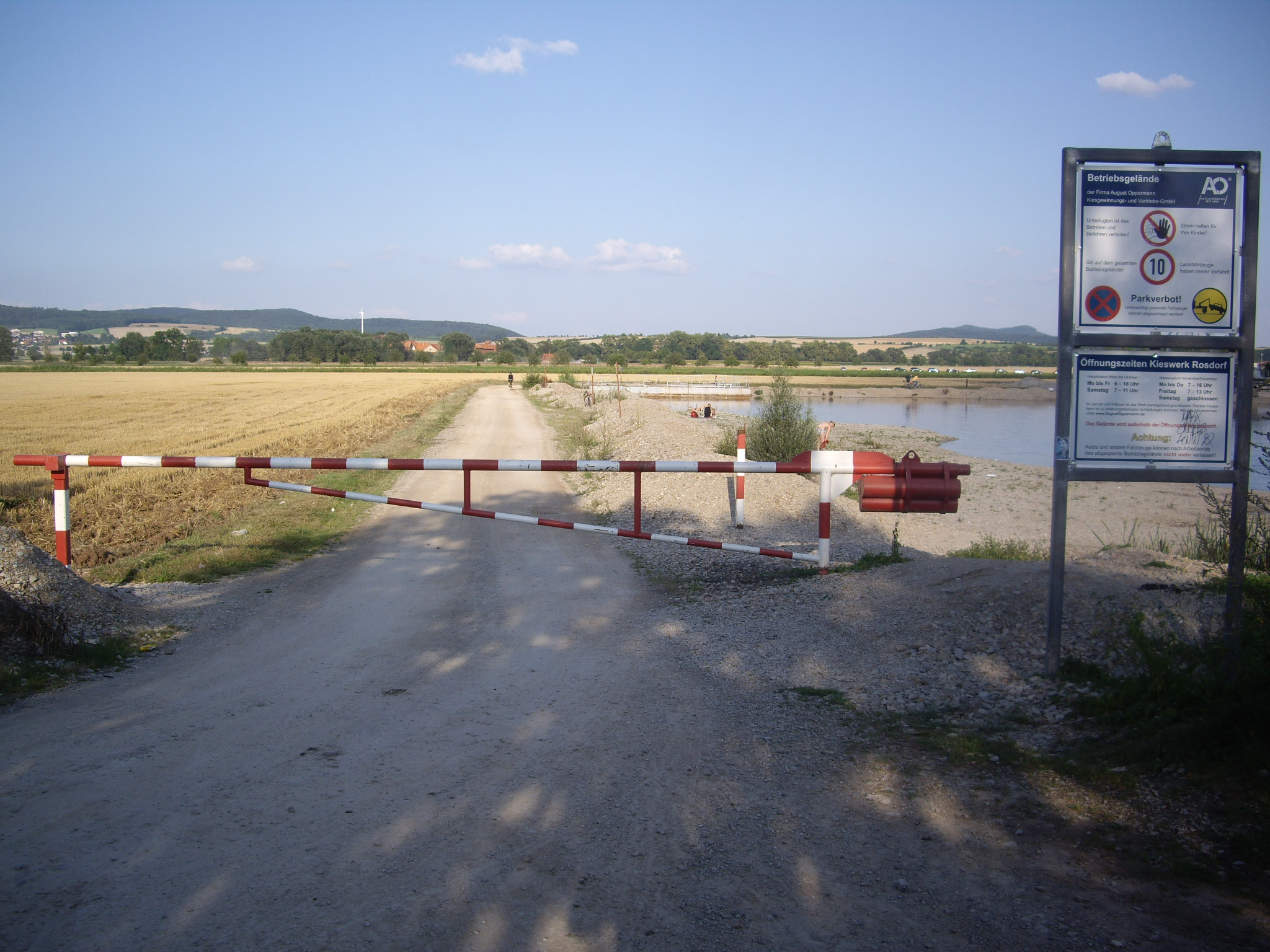
2013 angebrachte Schrankenanlage und Verbotsschilder am Nordwestufer

Der im Zuge des Kiesabbaus entstandene See wird seit den 1970er Jahren als Naherholungsgebiet genutzt, vor allem von der Göttinger und Rosdorfer Bevölkerung. Der Zugang zum See war seit jeher frei und kostenlos. Nacktbaden ist üblich, Baden und Betreten jedoch offiziell verboten. Im Sommer liegt die Zahl der Naherholungssuchenden nach Schätzungen des Kreistagsmitglieds Andreas Schelper (Piratenpartei) bei bis zu 80.000 im Jahr und damit im Bereich der Besucherzahlen für gut besuchte Göttinger Freibäder. Trotz dieser hohen Besucherzahlen gibt es im Gebiet weder Toiletten noch eine geregelte Müllentsorgung.
Mehrmals wurde erfolglos versucht, den illegalen Zugang zum See zu unterbinden. Da der See im Überflutungsbereich der Leine liegt, ist das Anlegen von Zäunen nicht zulässig. Im Frühjahr 1991 wurde ohne nachhaltigen Erfolg versucht, durch gezieltes Anpflanzen von ca. 2000 Dornensträuchern und mit Stacheldraht an Stellen mit Zugang zum See den Badezugang zu erschweren. Der Stacheldraht musste wieder entfernt werden, die dornigen Gebüsche überlebten nicht lange.
Ein Problem stellt der motorisierte Verkehr dar. Es gibt mehrere Straßen zum See, die von Unbefugten nicht befahren werden dürfen. Die beiden bedeutendsten zweigen von der Rosdorfer Umgehungsstraße – der Zugang bis zur Leine liegt auf Rosdorfer Gebiet – und von der B 27 ab (dort Friedländer Gebiet). Die Zugänge sind beschrankt und mit Hinweisschildern versehen, dass die Schranken werktags ab 16 Uhr sowie an Wochenenden durchgehend geschlossen sind. An dieses Verbot wird sich nicht gehalten, auch die angegebenen Schließzeiten werden meist nicht eingehalten. Verschlossene Schranken wurden in der Vergangenheit durch Vandalismus zerstört oder beschädigt. Das bewirkte, dass die Schranken auch außerhalb der Betriebszeiten offenstanden und es Anfang 2013 zu gehäuft auftretenden Fällen von Diebstahl von Kabeln kam. Als Reaktion darauf wurden im April 2013 am Werksgelände neue und stabilere Schranken installiert sowie ein Wachdienst mit der Sicherung des Geländes beauftragt. Wenige Wochen später wurden in einem ebenfalls von Kabeldiebstahl betroffenen Steinbruch im wenige Kilometer entfernten Emmenhausen zwei Täter von der Polizei festgenommen.
Die Zugänge werden an heißen Sommertagen teils beidseitig zugeparkt und verhindern, dass betriebliche und Rettungsfahrzeuge durchfahren können. In regelmäßigen Abständen werden polizeiliche Kontrollen durchgeführt, die jedoch als ineffizient gelten, da das Bußgeld zu niedrig sei und nicht täglich kontrolliert werde.

## Versuche zur Herstellung geordneter Strukturen

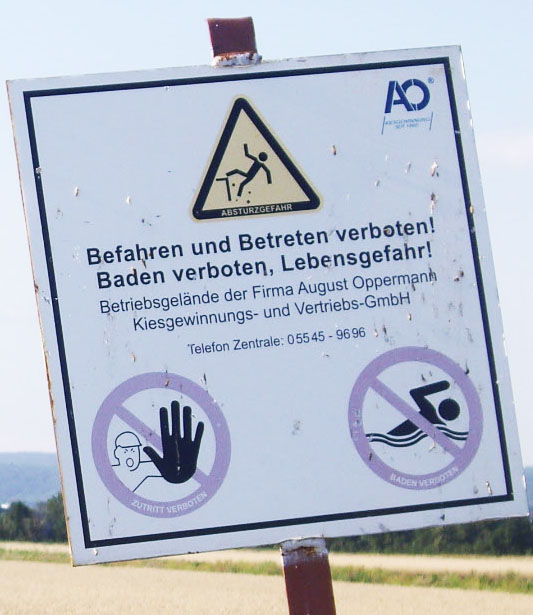
Badeverbotsschild 2014 im Norduferbereich

Bereits 2006 wurde durch Bürger versucht, den Landkreis Göttingen dazu zu bewegen, eine halbwegs geregelte Müllentsorgung auf freiwilliger Basis zu unterstützen. Dies wurde mit Hinweis auf das Bade- und Aufenthaltsverbot am See abgelehnt.
Am 22. Juli 2013 forderte die Linke mit Hinweis auf die unhaltbaren Zustände erneut, den Badebetrieb am Rosdorfer Baggersee zu legalisieren und endlich eine geregelte Abfallentsorgung sowie die Errichtung sanitärer Anlagen zu ermöglichen. Hierzu wurde im Kreistag am 21. August 2013 eine Anfrage eingereicht, die sich nach den Planungen nach Beendigung des Kiesabbaus erkundigte. In der Antwort vom 26. August 2013 lehnte die Kreisverwaltung zum wiederholten Male jede Verantwortung ab, die Erholungsfunktion sei so weit wie möglich zu beschränken und die Zufahrten zu versperren. Die Abbaugenehmigung sei unbefristet erteilt. Landrat Bernhard Reuter schätzte die Dauer des Abbaubetriebs auf weitere 25–50 Jahre und verwies darauf, dass danach eine Umwandlung des Abbaugebietes in ein Naherholungsgebiet einschließlich Badegewässer nicht geplant sei. Um den See herum seien Gehölzpflanzungen vorgesehen.
2013 fragte das Landesgesundheitsamt in Hannover beim Landkreis Göttingen nach dem Gewässergütebericht, und ob es sich um einen Badesee im Sinne der Badegewässerrichtlinie handelte. Über den See war in einer Fernsehsendung berichtet worden. Die Badegewässerrichtlinie der Europäischen Union verlangt von den Behörden regelmäßige Gewässergüte-Kontrollen bei Badegewässern, was in Niedersachsen durch die Badegewässerverordnung vom 10. April 2008 geregelt ist. Die erforderliche Qualitätsbewertung des Landkreises lag nicht vor. Die Behörde in Hannover wies darauf hin, dass ein See, an dem viele Menschen badeten, nur dann nicht als Badegewässer einzustufen sei, wenn das Baden dort verboten sei. Darauf forderte das Umweltamt des Landkreises die Gemeinde Friedland auf, das Baden per Satzung zu verbieten. Zusätzlich sollte das Parken unterbunden werden. In der am 5. Juni 2014 beschlossenen neuen Satzung wurde pauschal das Baden und Betreten der Eisflächen aller Gewässer der Gemeinde Friedland verboten. Begründet wurde das Badeverbot damit, dass die Gemeinde im gegenteiligen Fall die Kosten für eine regelmäßige Gewasseruntersuchung und weitere Sicherungsmaßnahmen tragen müsste. Friedlands Bürgermeister Andreas Friedrichs (SPD) betonte daraufhin mit Nachdruck, dass das Baden im See verboten sei. Dieses Verbot sei einzuhalten. Diese Aussagen hatten jedoch auch im Rest des Sommers 2014 keinen Einfluss auf die weiterhin hohe Zahl der Badenden.
Die Kreistagsabgeordneten der Linken und der Piraten forderten im August 2014, das Baden offiziell zu erlauben, sanitäre Anlagen zu installieren, eine geregelte Müllentsorgung, die vorgeschriebenen Gewässergüteprüfungen und infrastrukturelle Maßnahmen. Zum 17. Dezember 2014 wurde zu Abfallentsorgung und Toiletten ein gemeinsamer Antrag beider Parteien im Kreistag eingereicht.

## Gefahrenlage
Seit den 1970er Jahren wurde kein Unfall bekannt, der mit dem laufenden Abbaubetrieb zu tun hatte und nicht auf grobe Fahrlässigkeit zurückzuführen war, beispielsweise das Abstellen von Kraftwagen auf Kiesbergen direkt an der Uferböschung. 
Folgende Todesfälle am See wurden bisher bekannt: 
- zwei Suizide (davon ein Kopfschuss).
- ein Mord.
- ein Todesfall durch Hitzschlag am Ufer.
- Am 8. Mai 2008 kam ein 51-jähriger Göttinger im Wasser ums Leben, entweder durch plötzlichen Herztod oder Ertrinken.
- Am 17. Juni 2015 kam bei einem Unfall ein 19-Jähriger in etwa 10 Meter Entfernung vom östlichen Ufer des mittleren Teils des Sees ums Leben. Der aus dem Sudan stammende Mann hatte versucht, den zu dieser Zeit nach Angaben der Feuerwehr noch empfindlich kühlen See mehrmals zu durchschwimmen, seine Notlage war vom Ufer aus noch bemerkt worden.[21][22][23][24]
- Am 26. Juni 2022 fanden Taucher den leblosen Körper eines vermissten 25-jährigen in 16 Metern Tiefe auf dem Grund des Sees. Es gab Hinweise darauf, dass der aus Indien stammende Mann nicht schwimmen konnte. Die Staatsanwaltschaft ordnete keine Untersuchung der Todesursache durch Obduktion an, da sie nicht von einem Fremdverschulden ausging.[25][26][27]
- Am 15. August 2024 kam ein 59-Jähriger bei einem Unfall ums Leben, nachdem er einer Zeugin zufolge beim Stand-up-Paddling auf dem Baggersee untergegangen und nicht wieder aufgetaucht war. Taucher fanden den Mann in 12 Metern Tiefe, rund 20 Meter vom Ufer entfernt. Die Polizei geht von einem „tragischen Badeunfall“ aus.[28]

Ernste Konflikte zwischen Badebetrieb und Kiesabbau sind bislang nicht bekannt geworden, obwohl der Badebetrieb in unmittelbarer Nähe zum Förderbetrieb stattfindet und die ruhenden Förderbandanlagen außerhalb der Betriebszeiten häufig als Sprungtürme genutzt werden. Die steil abfallenden Uferwände im Nordbereich des Sees könnten in die Tiefe abrutschen und dadurch eine Gefahr darstellen. Einige Jahre lang wurde auf diese konkrete Gefahr auf Schildern hingewiesen, die Beschilderung 2014 beschränkte sich jedoch wieder nur unspezifisch auf „Lebensgefahr“. Im Juli 2017 wurden wieder gefahrenspezifische Warnschilder am Nordteil des Sees aufgestellt.

## Messung der Wassertiefe und Steile der Ufer

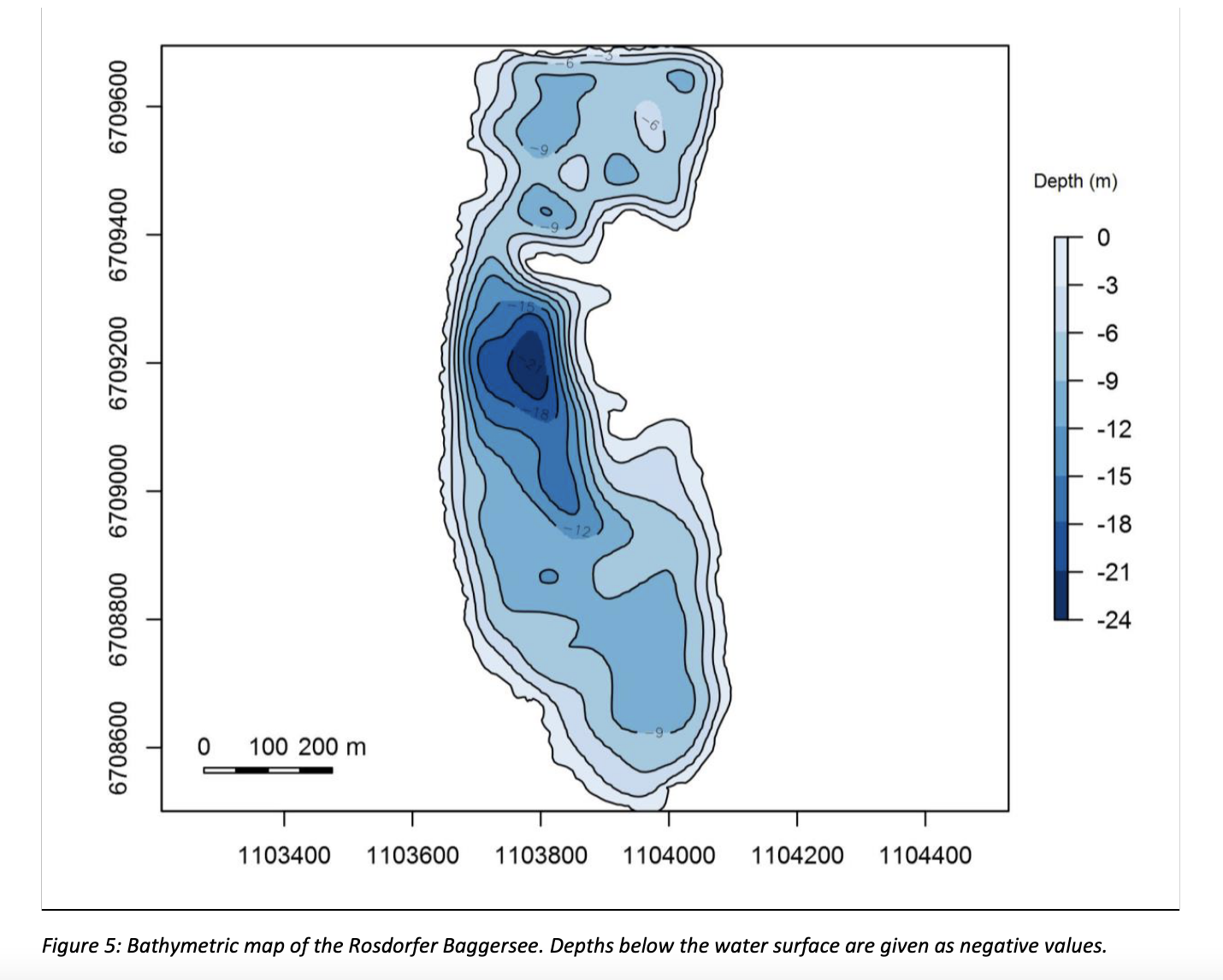
Tiefenkarte Rosdorfer Baggersee, erstellt von Köhler et al. 2022

Wie im September 2022 in einer wissenschaftlichen Publikation von Köhler et al. belegt werden konnte ist der Rosdorfer Baggersee nicht tiefer als 23 m, so dass bisherige Quellen zur maximalen Tiefe des Baggersees höchstwahrscheinlich falsch sind. Das Autorenteam berichtet zudem, dass einige Abschnitte des Sees extrem steile Hänge haben und nicht begangen werden sollten, da loser Kies abrutschen und eine Gefahr für Erholungssuchende darstellen kann.

## Bildergalerie

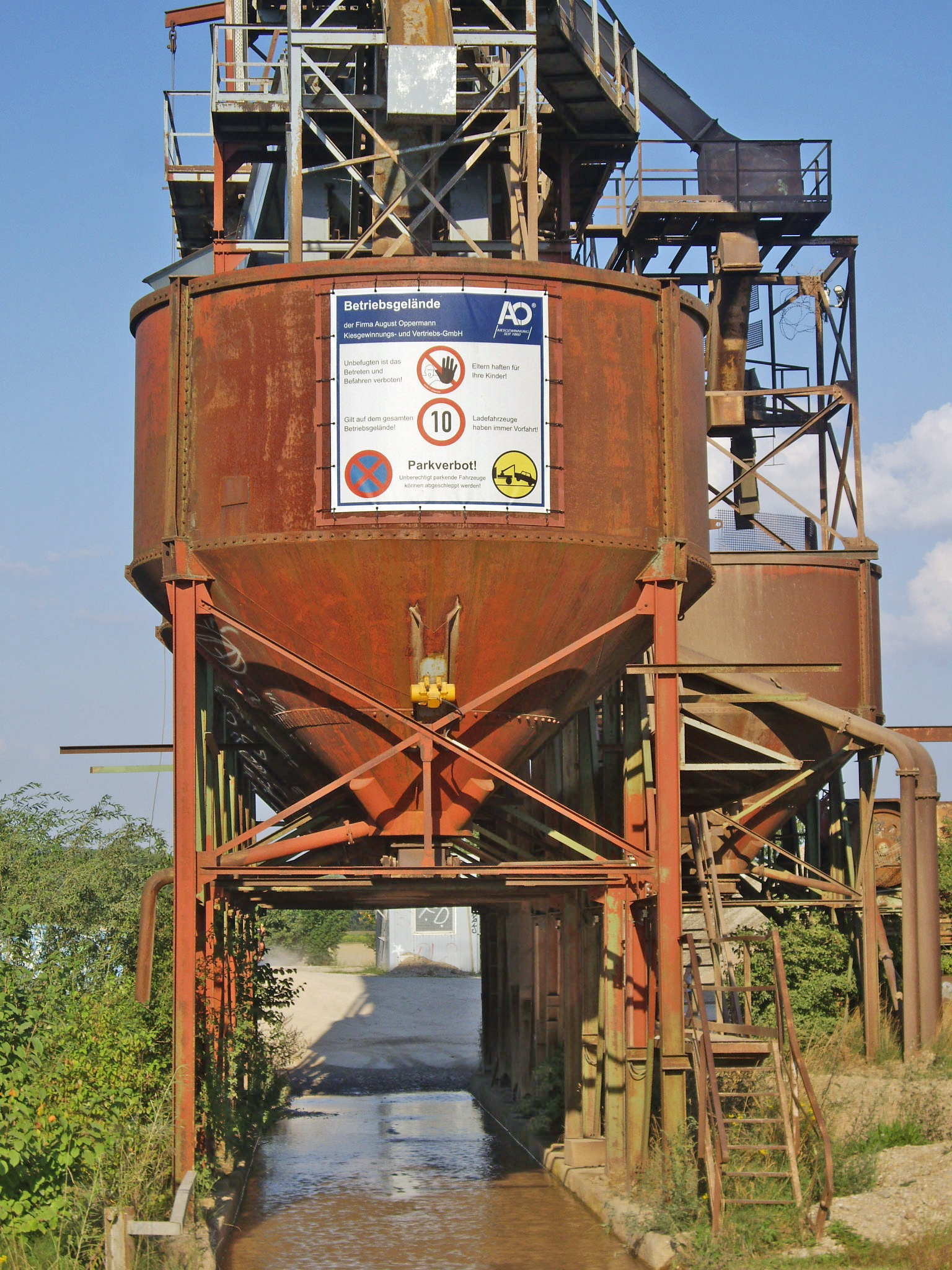
Aufbereitungsanlage am Ostufer
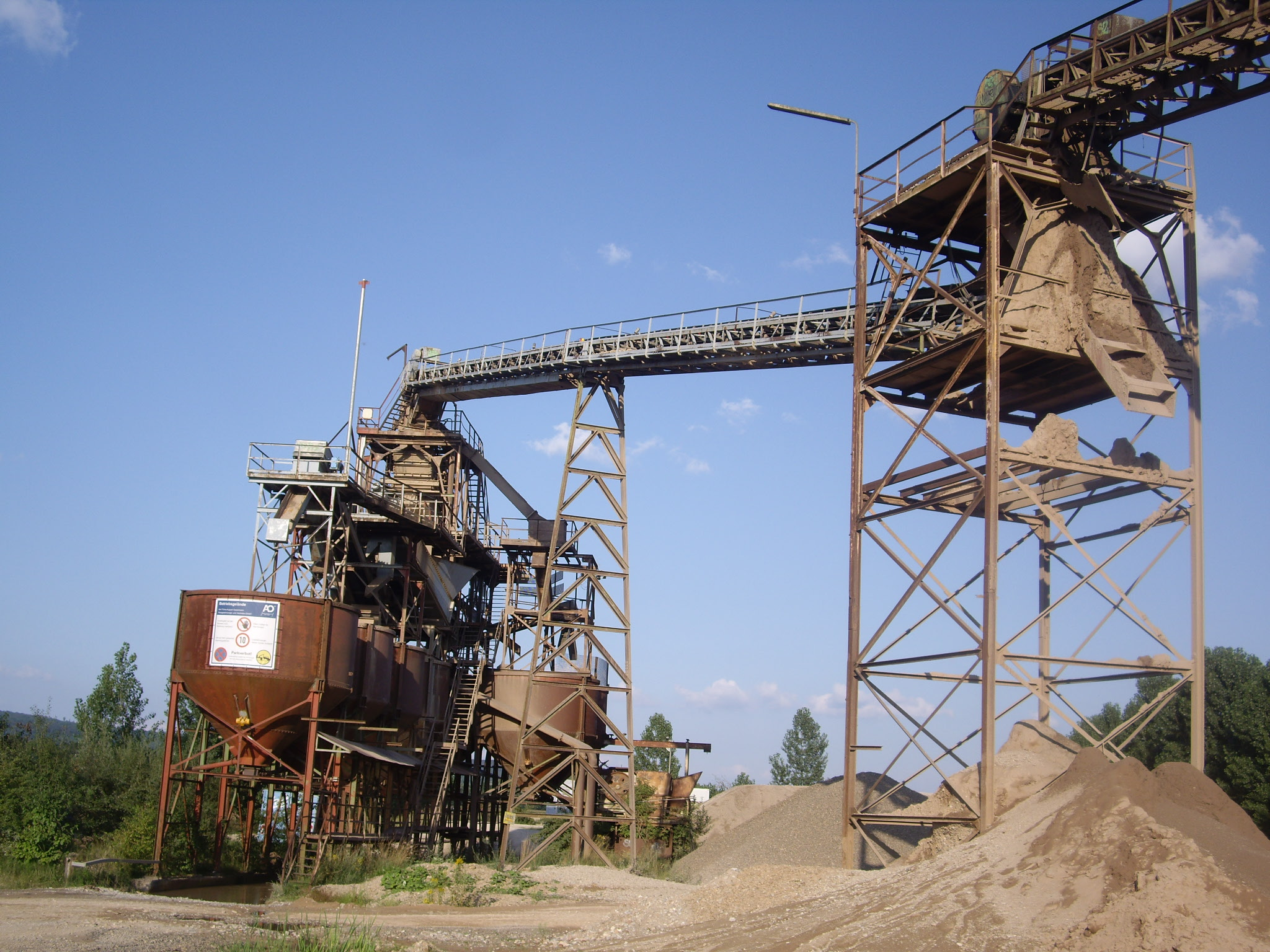
Aufbereitungsanlage mit Förderbändern
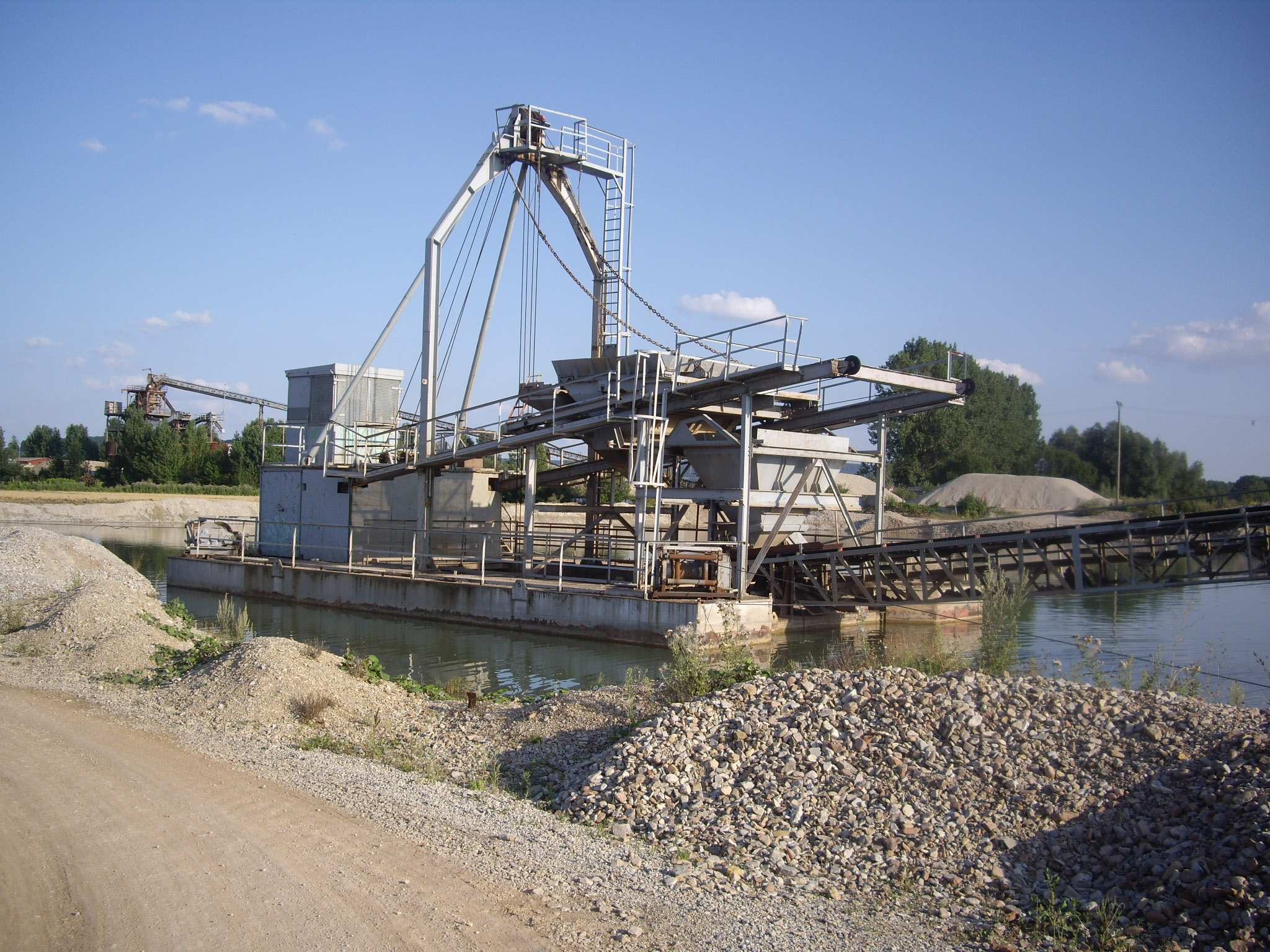
Förderanlage zur Kiesgewinnung am Nordufer
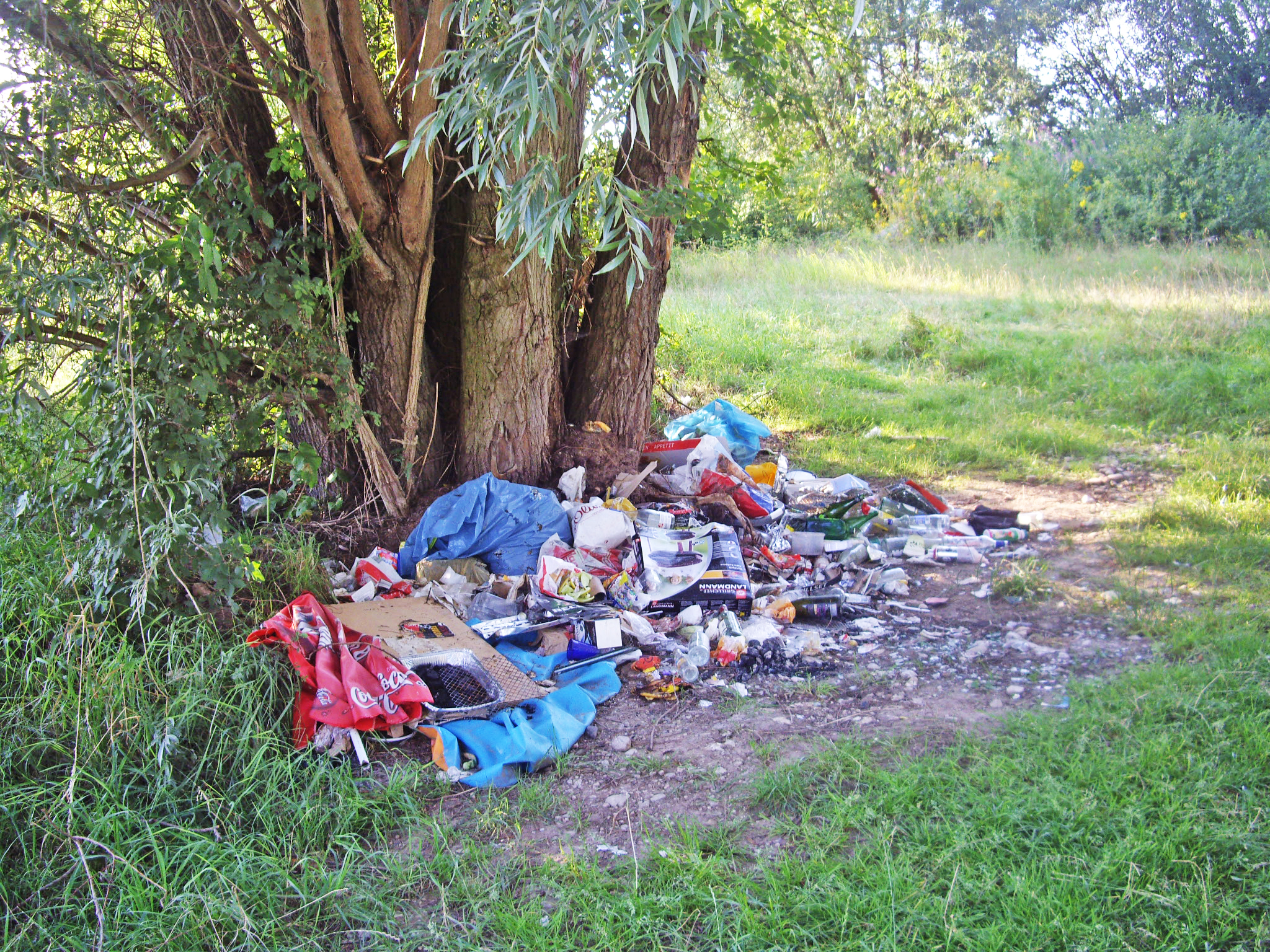
Müllansammlung im östlichen Badebereich
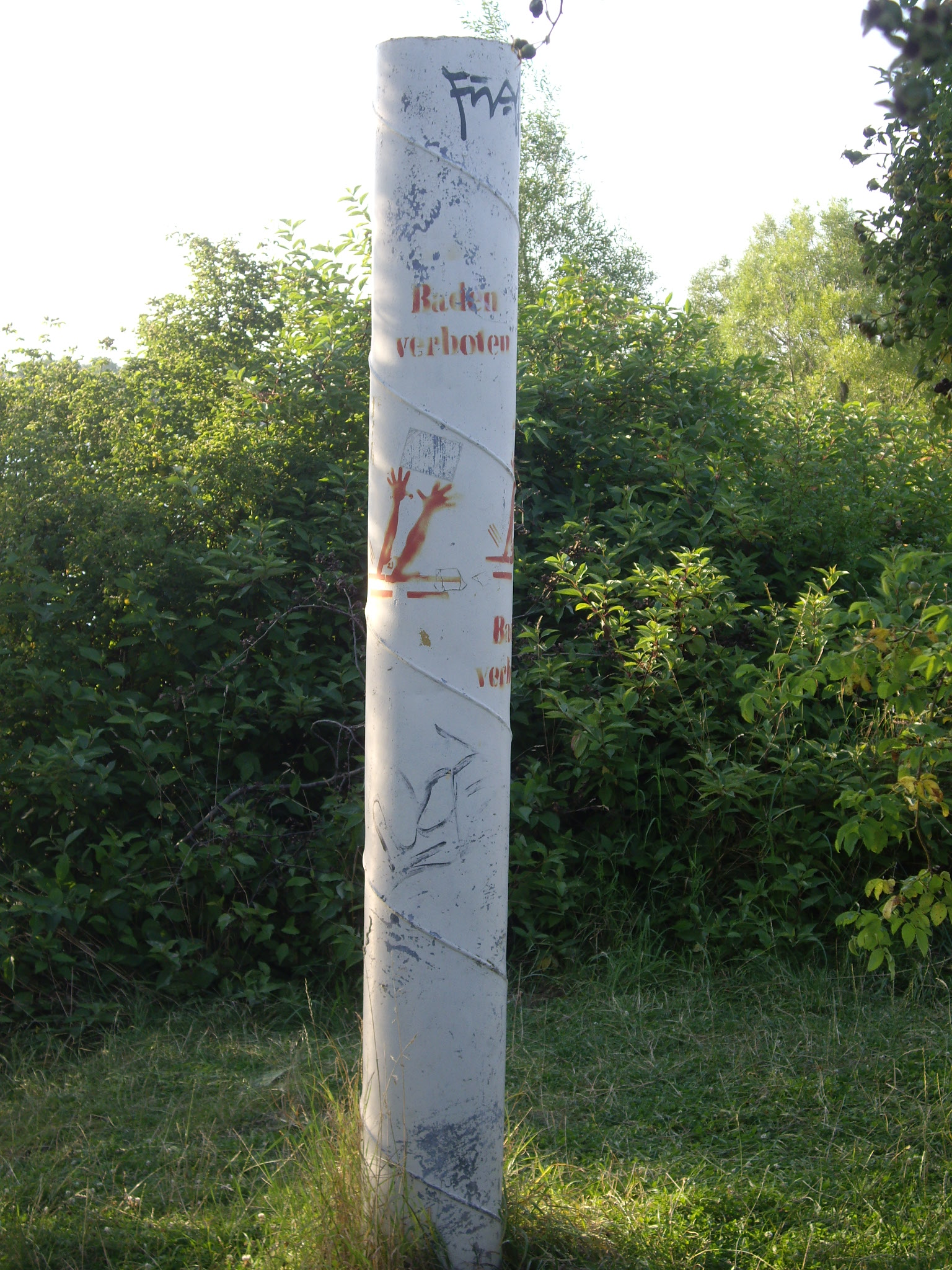
Metallstange "Baden verboten" am Ostufer
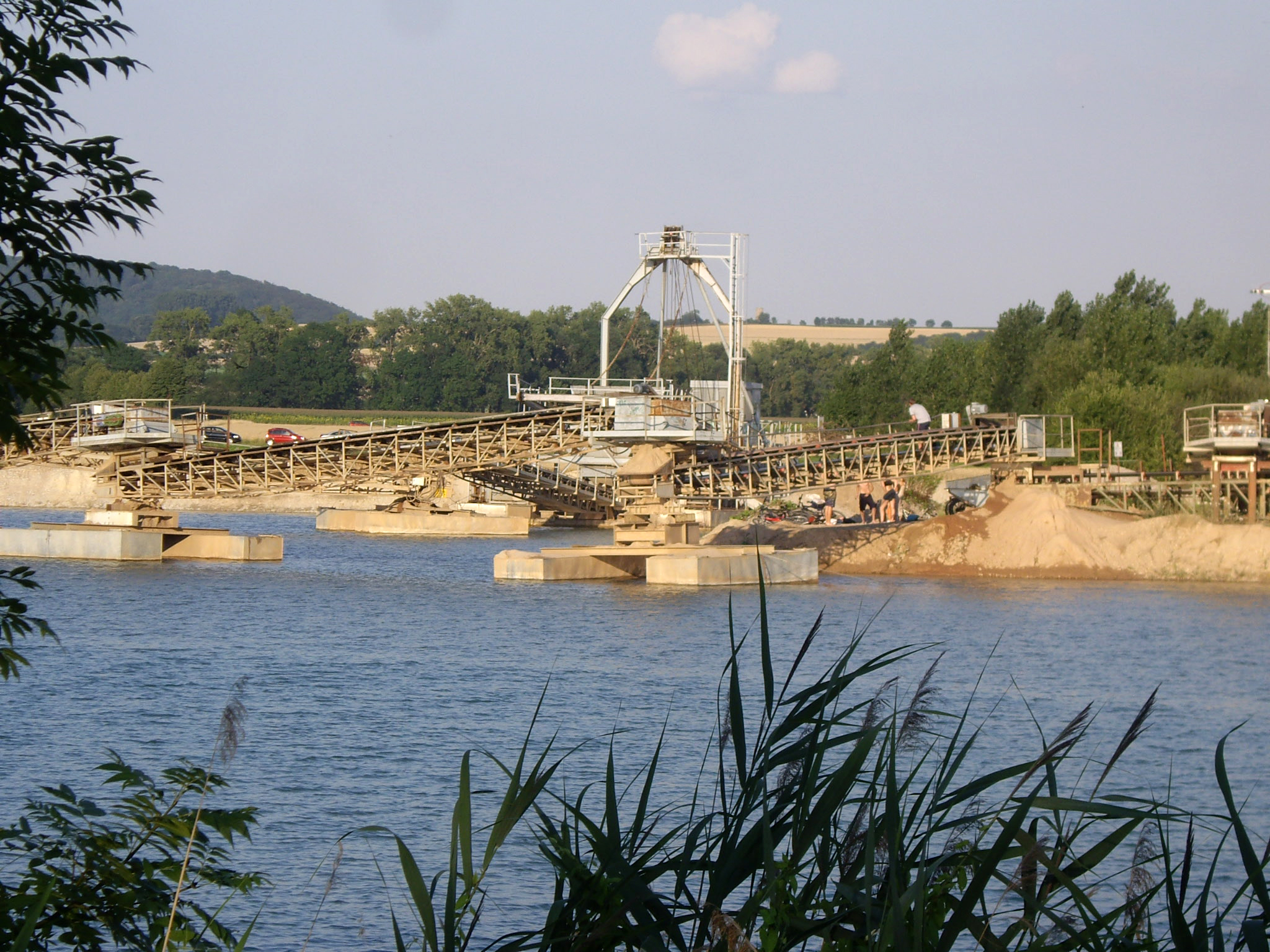
Badegäste neben und auf Förderbändern im Nordbereich